# Oumar Sène
Oumar Sène (Dakar, Senegal francés, 23 de octubre de 1959) es un exfutbolista y entrenador de fútbol de Senegal que jugaba en la posición de centrocampista.

## Carrera

### Club
| Periodo   | Club        |
| --------- | ----------- |
| 1978-1980 | US Gorée    |
| 1981-1985 | Laval       |
| 1985-1992 | PSG         |
| 1995-1996 | CS Brétigny |

### Selección nacional
Jugó para Senegal en 30 ocasiones de 1982 a 1992 y participó en dos ediciones de la Copa Africana de Naciones.

### Entrenador
| Periodo   | Club        |
| --------- | ----------- |
| 2003-2009 | FC Étampes  |
| 2009-2010 | AS Ermont B |
| 2015-2016 | FC Massy 91 |

## Logros

### Club
- Ligue 1 (1): 1986
- Liga senegalesa de fútbol (1): 1978
- Copa de la Liga de Francia (2): 1982, 1984

### Individual
- Lista de los mejores 1000 futbolistas de la historia de la Ligue 1 en 2022.[3]